# Colostygia nevadensis
Colostygia nevadensis är en fjärilsart som beskrevs av Hans Reisser 1931. Colostygia nevadensis ingår i släktet Colostygia och familjen mätare. Inga underarter finns listade i Catalogue of Life.